# Великогоспојинска скупштина у манастиру Враћевшници
Великогоспојинска скупштина у манастиру Враћевшници је одржана 15—16. августа 1812.

## Скупштина царском изласнику
Слопивши Букурешки уговор о миру, a знајући да Срби неће њиме бити задовољни, руски главни командант Чичагов послао је y Србију Марка Ивелића y циљу да Србе приволи да приме тај уговор. По Ивелићеву доласку y Србију, Карађорђе је сазвао скупштину за 15. август 1812. y Манастиру Враћевшници која сe састала y присуству руског изасланика.
На овој скупштини објављен је VIII члан Букурешког уговора који сe одиоси на Србију. Чувши тачну садржину уговора, скупштина није била задовољна, па је руски изасланик Ивелић морао да објасни да је уговор склапан под врло несретним околностима по Русију, и да сe y такој ситуацији од Турака није више могло добити. Уверавајући скупштинаре о сталној наклоности руског цара који Србе никада неће заборавити, Ивелић је успео да сe скупштина сврши повољније него што је y почетку изгледало. Скупштина је, после тога, решила:
- 1. да сe руском цару изда изјава захвалности, која је 16. августа 1812. предата Ивелићу, са потписима Карађорђа и свих учесника;
- 2. да сe директни преговори са турским пуномоћником Челеби Мустафом наставе, јер су стигли први извештаји српских изасланика Хуршид-паши y Нишу, да је изасланике врло лепо примио.